# Jing cuo

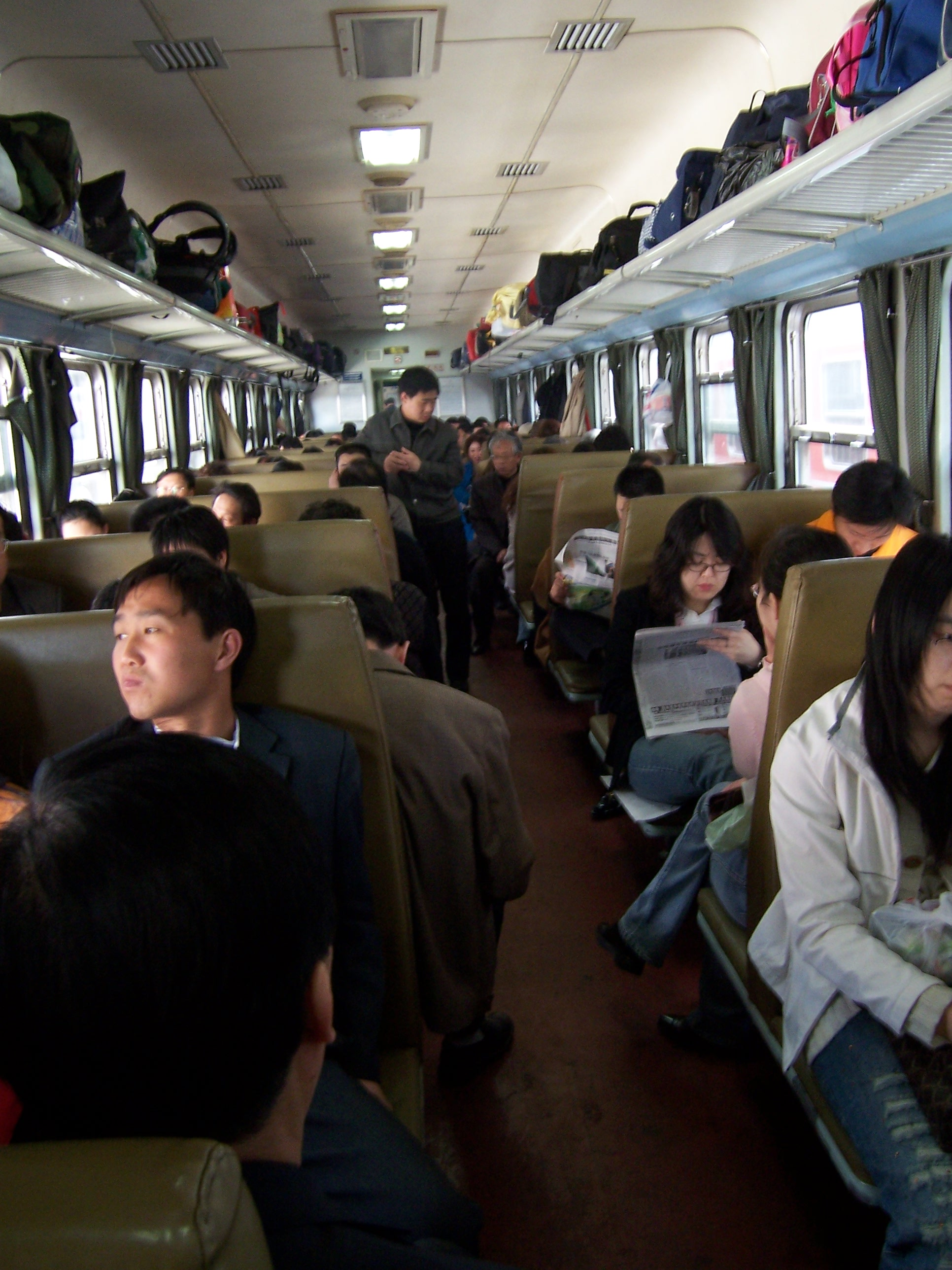
Jing cuo seat kocsiosztály egy kínai vonaton

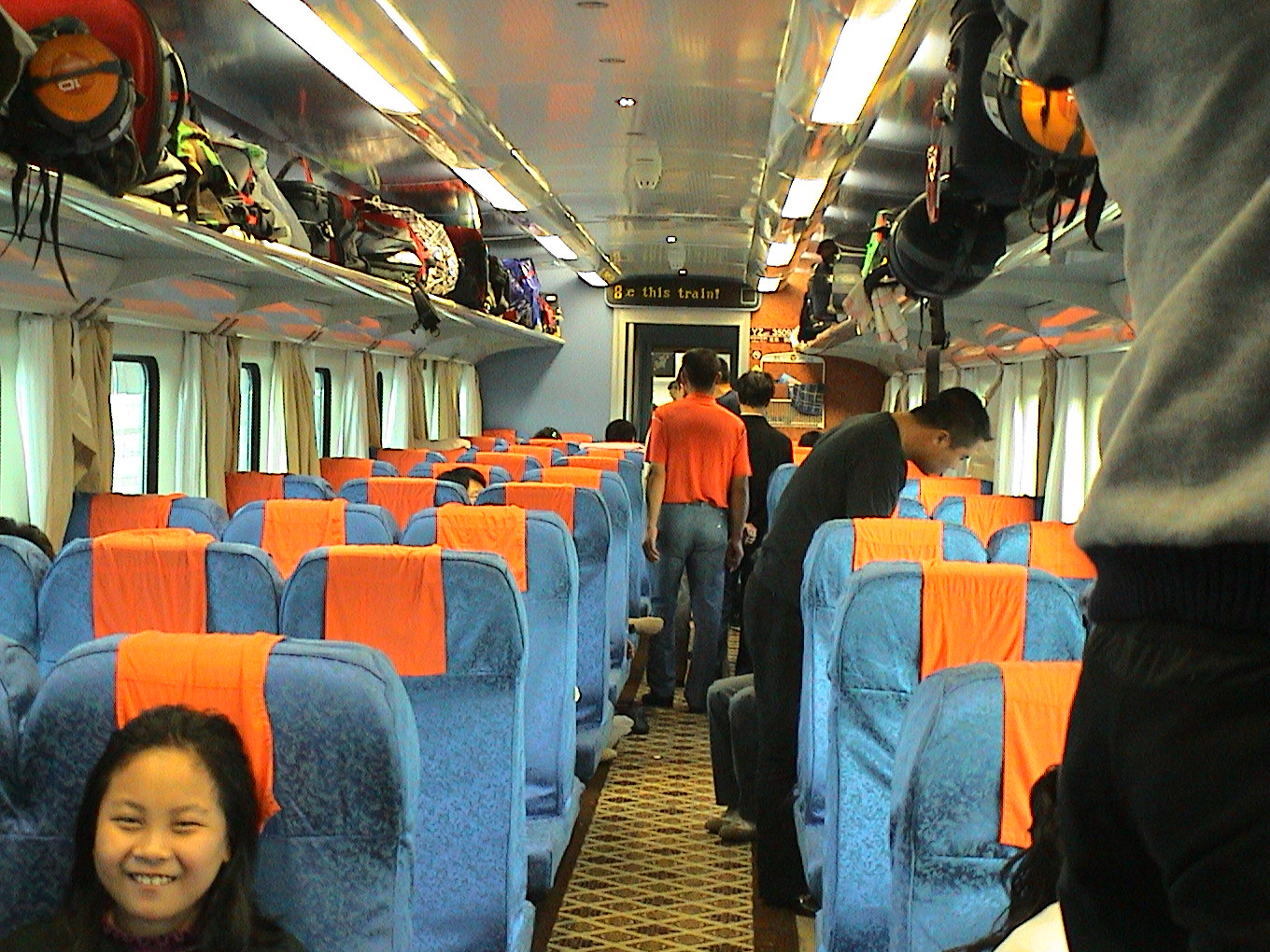
T27 Jing cuo kocsiosztály

A Jing cuo (kínai írással: 硬座; pinjin: yìng zuò), rövidítve YZt, a legalacsonyabb és legolcsóbb kocsiosztály Kínában a China Railways járatain. Ez az alapvető viteldíj, némileg hasonló a repülők turistaosztályához.
A Jing cuo elnevezés (magyarul: Kemény ülés) kifejezés még a Mao korszakból származik, amikor a legalacsonyabb osztályon valóban kemény, fa ülések voltak. Az 1990-es évek óta kemény, fa ülés a modern vonatokon nincs. Sok „kemény ülés” eléggé kényelmes, napjainkban a kifejezést inkább a zsúfoltabb üléselrendezésű (2+2 vagy 3+2 elrendezésű) személykocsikra alkalmazzák. Egyes Jing cuo kocsik pedig még ülést sem tartalmaznak, itt az emberek állva utaznak.

## Jing cuo személykocsik
- YZ-21 (nincs légkondicionálás)
- YZ-22 (nincs légkondicionálás)
- YZ-22B (nincs légkondicionálás)
- YZ-25B (nincs légkondicionálás)
- YZ-25G
- YZ-25K
- YZ-30
- YZ-32
- SYZ-25B (kétszintes)